# Pečky
Pečky település Csehországban, a Kolíni járásban. Pečky Vrbová Lhota, Chotutice, Radim, Dobřichov, Kostelní Lhota, Tatce és Milčice településekkel határos. Lakosainak száma 4889 fő (2024. január 1.).

## Népesség
A település lakosságának változását az alábbi diagram mutatja:
| Lakosok száma | 1929 | 3388 | 4535 | 3805 | 4409 | 4255 | 4736 | 4769 | 4771 | 4889 |
|               | 1869 | 1890 | 1921 | 1950 | 1980 | 2001 | 2017 | 2019 | 2022 | 2024 |